# Municipio de Tumuli
El municipio de Tumuli (en inglés: Tumuli Township) es un municipio ubicado en el condado de Otter Tail en el estado estadounidense de Minnesota. En el año 2010 tenía una población de 449 habitantes y una densidad poblacional de 4,88 personas por km².

## Geografía
El municipio de Tumuli se encuentra ubicado en las coordenadas 46°8′58″N 95°56′56″O / 46.14944, -95.94889. Según la Oficina del Censo de los Estados Unidos, el municipio tiene una superficie total de 91.95 km², de la cual 74,62 km² corresponden a tierra firme y (18,84 %) 17,32 km² es agua.

## Demografía
Según el censo de 2010, había 449 personas residiendo en el municipio de Tumuli. La densidad de población era de 4,88 hab./km². De los 449 habitantes, el municipio de Tumuli estaba compuesto por el 99,33 % blancos, el 0,45 % eran afroamericanos y el 0,22 % eran de una mezcla de razas. Del total de la población el 0,22 % eran hispanos o latinos de cualquier raza.